# ローレル賞 (競馬のレース)
ローレル賞（ローレルしょう）は、神奈川県川崎競馬組合が川崎競馬場ダート1600mで施行する地方競馬の重賞競走（SII）である。正式名称は「神奈川新聞社賞 ローレル賞」、神奈川新聞を発行する神奈川新聞社が優勝杯を提供している。
競走名は月桂樹の葉（laurel）から取られている。
副賞は、神奈川新聞社賞、日本軽種馬協会会長賞、管理者賞（2024年）。

## 概要
南関東交流重賞（G3）競走のハンデ戦として2001年度（2002年）に創設された。第2回まではサラブレッド系3歳牝馬による重賞競走として春に施行、南関東牝馬三冠競走の前哨戦として位置付けられていたが、2003年度より開催時期が秋に移行され、それに伴い出走条件がサラブレッド系2歳牝馬となり、負担重量が別定重量に変更された。2005年より大井競馬場で行われる南関東SI競走、東京2歳優駿牝馬へのトライアル競走に指定されており、上位3着までに同競走への優先出走権が与えられる。2006年ではJBCクラシックの前座競走として施行された。2007年からは南関東重賞格付け表記を南関東SIIIに変更された。2018年にSIIに格上げ。
2010年からはGRANDAME-JAPAN・2歳シーズンに指定されている。
負担重量は2010年までは別定重量で53kgを基準とし、指定日までの番組賞金500万円毎に1kg増、55kgを上限として加増されたが、2011年以降は定量で54kgである。

### 条件・賞金等（2023年）
出走資格
サラブレッド系2歳牝馬。地方全国交流で他地区所属馬の出走枠は3頭以下と定められている。
- 小町特別の2着以上の馬に優先出走権がある。

負担重量
定量。54kg
賞金額
1着1,200万円、2着420万円、3着240万円、4着120万円、5着60万円、着外手当15万円。
優先出走権付与
本競走の3着以上の馬に、東京2歳優駿牝馬の優先出走権が付与される。

## 歴史
- 2002年 - 川崎競馬場のダート1600mのサラブレッド系3歳牝馬の南関東所属馬限定のハンデキャップの重賞（G3）競走「ローレル賞」として創設。
- 2003年 - 第3回以降の施行時期を11～12月に変更。それに伴い、出走資格も「サラブレッド系3歳牝馬の南関東所属馬」から「サラブレッド系2歳牝馬の南関東所属馬」に変更。
- 2005年 - 東京2歳優駿牝馬のトライアル競走に指定され、上位3着までに東京2歳優駿牝馬への優先出走権が付与されるようになる。
- 2006年 - 当年のみ、JBCクラシックの前座競走として施行。
- 2007年 - 南関東重賞格付け表記を南関東SIIIに変更。
- 2010年 - GRANDAME-JAPAN・2歳シーズンに指定。
- 2011年
  - この年から地方競馬全国交流競走として施行され、出走条件を「サラブレッド系2歳牝馬の地方所属馬」に変更。
  - 負担重量を「別定重量」から「定量」に変更。
- 2018年 - SIIに昇格[3]。

### 歴代優勝馬
全て川崎競馬場ダート1600mで施行。性齢は第1回と第2回は牝3、第3回以降は牝2が勝利している。
| 回数   | 施行日         | 優勝馬             | 所属   | タイム | 優勝騎手   | 管理調教師 | 馬主                               |
| ------ | -------------- | ------------------ | ------ | ------ | ---------- | ---------- | ---------------------------------- |
| 第1回  | 2002年3月14日  | ラヴァリーフリッグ | 船橋   | 1:43.8 | 石崎隆之   | 出川克己   | 村中徳広                           |
| 第2回  | 2003年2月27日  | マルダイメグ       | 川崎   | 1:43.8 | 的場文男   | 佐々木仁   | （有）栄光開発                     |
| 第3回  | 2003年12月3日  | ビービーバーニング | 川崎   | 1:44.2 | 甲斐年光   | 武井榮一   | （有）坂東牧場                     |
| 第4回  | 2004年11月23日 | スコーピオンリジイ | 川崎   | 1:43.3 | 今野忠成   | 八木仁     | （株）リガメェントワールド         |
| 第5回  | 2005年11月9日  | ダガーズアラベスク | 船橋   | 1:41:8 | 内田博幸   | 川島正行   | ダーレー・ジャパン・ファーム（有） |
| 第6回  | 2006年11月3日  | エイコークック     | 川崎   | 1:44.8 | 的場文男   | 原三男     | 山下榮一                           |
| 第7回  | 2007年11月9日  | マダムルコント     | 川崎   | 1:43.3 | 町田直希   | 田邊陽一   | 栗山正                             |
| 第8回  | 2008年11月5日  | ヴィクトリーパール | 川崎   | 1:45.1 | 佐藤博紀   | 田島寿一   | 古賀慎一                           |
| 第9回  | 2009年11月11日 | キョウエイトリガー | 大井   | 1:42.5 | 柏木健宏   | 阪本一栄   | 田中美代刀                         |
| 第10回 | 2010年10月27日 | オリークック       | 大井   | 1:45.7 | 坂井英光   | 荒山勝徳   | 伊達泰明                           |
| 第11回 | 2011年11月11日 | ドラゴンシップ     | 船橋   | 1:42.5 | 御神本訓史 | 川島正行   | 窪田康志                           |
| 第12回 | 2012年11月5日  | デイジーギャル     | 大井   | 1:44.5 | 真島大輔   | 宮浦正行   | 小島郁雄                           |
| 第13回 | 2013年11月12日 | クライリング       | 北海道 | 1:43.1 | 御神本訓史 | 田中淳司   | 吉田正志                           |
| 第14回 | 2014年11月5日  | ララベル           | 大井   | 1:44.2 | 真島大輔   | 荒山勝徳   | 吉田照哉                           |
| 第15回 | 2015年11月17日 | モダンウーマン     | 北海道 | 1:43.4 | 阿部龍     | 角川秀樹   | （有）グランド牧場                 |
| 第16回 | 2016年11月3日  | アップトゥユー     | 北海道 | 1:45.9 | 阿部龍     | 角川秀樹   | （有）グランド牧場                 |
| 第17回 | 2017年11月7日  | ゴールドパテック   | 川崎   | 1:43.9 | 瀧川寿希也 | 岩本洋     | 岡田初江                           |
| 第18回 | 2018年11月27日 | アークヴィグラス   | 川崎   | 1:44.1 | 瀧川寿希也 | 平田正一   | アークフロンティア（株）           |
| 第19回 | 2019年11月19日 | ブロンディーヴァ   | 川崎   | 1:43.4 | 御神本訓史 | 内田勝義   | （有）キャロットファーム           |
| 第20回 | 2020年11月10日 | ケラススヴィア     | 浦和   | 1:42.9 | 森泰斗     | 小久保智   | 小田吉男                           |
| 第21回 | 2021年11月9日  | スティールルージュ | 北海道 | 1:44.5 | 桑村真明   | 角川秀樹   | 菅野守雄                           |
| 第22回 | 2022年11月8日  | マカゼ             | 川崎   | 1:44.6 | 矢野貴之   | 高月賢一   | 鈴木基容                           |
| 第23回 | 2023年11月7日  | ミスカッレーラ     | 船橋   | 1:44.0 | 御神本訓史 | 川島正一   | （有）辻牧場                       |
| 第24回 | 2024年11月12日 | ウィルシャイン     | 船橋   | 1:45.1 | 本田正重   | 佐藤裕太   | 前田良平                           |

出典：南関東4競馬場公式「ローレル賞競走優勝馬」

## 他地区所属馬の成績
| 回次             | 馬名               | 所属   | 着順 |
| ---------------- | ------------------ | ------ | ---- |
| 第11回（2011年） | レイモニ           | 北海道 | 4着  |
| 第11回（2011年） | コテキタイ         | 北海道 | 11着 |
| 第11回（2011年） | ミヤシンボーラー   | 名古屋 | 12着 |
| 第12回（2012年） | メロディアス       | 北海道 | 3着  |
| 第12回（2012年） | カツゲキドラマ     | 笠松   | 4着  |
| 第12回（2012年） | セラミックガール   | 北海道 | 11着 |
| 第13回（2013年） | クライリング       | 北海道 | 1着  |
| 第13回（2013年） | フラッシュモブ     | 笠松   | 7着  |
| 第14回（2014年） | ネガティヴ         | 北海道 | 4着  |
| 第14回（2014年） | ティーズアライズ   | 北海道 | 5着  |
| 第14回（2014年） | ミラクルフラワー   | 北海道 | 8着  |
| 第15回（2015年） | モダンウーマン     | 北海道 | 1着  |
| 第15回（2015年） | マックスガーデン   | 北海道 | 3着  |
| 第15回（2015年） | シャイニーネーム   | 笠松   | 4着  |
| 第16回（2016年） | アップトゥユー     | 北海道 | 1着  |
| 第16回（2016年） | オヒナサマ         | 佐賀   | 10着 |
| 第16回（2016年） | ハリアー           | 笠松   | 12着 |
| 第17回（2017年） | ストロングハート   | 北海道 | 3着  |
| 第17回（2017年） | ボーダレスガール   | 北海道 | 6着  |
| 第17回（2017年） | グラヴィオーラ     | 北海道 | 7着  |
| 第18回（2018年） | パレスラブリー     | 北海道 | 3着  |
| 第18回（2018年） | スティールティアラ | 北海道 | 4着  |
| 第18回（2018年） | グレイアンジェラ   | 北海道 | 7着  |
| 第19回（2019年） | バブルガムダンサー | 北海道 | 5着  |
| 第19回（2019年） | プリモジョーカー   | 北海道 | 6着  |
| 第20回（2020年） | セカイノホシ       | 北海道 | 2着  |
| 第21回（2021年） | スティールルージュ | 北海道 | 1着  |
| 第21回（2021年） | カーロデスティーノ | 北海道 | 7着  |
| 第23回（2023年） | アメリアハート     | 北海道 | 2着  |
| 第24回（2024年） | リオンダリーナ     | 北海道 | 12着 |